# Departamento de Castro
El departamento de Castro fue una división político-administrativa de Chile que perteneció a la antigua provincia de Chiloé. Existió entre 1833 y 1976, y su cabecera fue la ciudad de Castro.

## Historia
El departamento nació en 1833 como el sucesor de la delegación de Castro —y como uno de los diez departamentos que pasaron a conformar la provincia de Chiloé—, tras la Constitución Política de ese año que, entre otros aspectos, creó la figura del departamento en el nuevo orden político-administrativo de la república.
Hacia mediados del siglo XIX, el departamento de Castro estaba dividido en tres subdelegaciones y diez distritos, y su territorio comprendía la ciudad de Castro, la península de Rilán, Llaullao y Nercón. Su primera modificación importante ocurrió en 1855, con el decreto que redujo el número de departamentos en la provincia a cuatro. Así, el departamento de Castro sumó las islas Lemuy, Quehui, Chelín e Imelev —que pertenecían al departamento de Lemuy—, y los pueblos o sectores de Chonchi, Vilupulli, Rauco, Terao, Cucao, lago Huillinco, Agoní, Paildad, Compu, Chadmo, Huildad, Queilen, e islas Tranqui y Cailín —hasta entonces pertenecientes al departamento de Chonchi—. De esta manera, en extensión pasó a abarcar la mitad sur de la Isla Grande: desde el límite con el departamento de Ancud —conformado por el río Anay y una línea recta desde su nacimiento hasta Dalcahue— hasta la boca del Guafo.
Hacia 1860 el departamento contaba con siete subdelegaciones y 38 distritos:
| Subdelegación  | Distrito         |
| -------------- | ---------------- |
| 1.ª, Castro    | N.° 1 Nercon     |
| 1.ª, Castro    | N.° 2 Castro     |
| 1.ª, Castro    | N.° 3 Llaullao   |
| 1.ª, Castro    | N.° 4 Puteumun   |
| 2.ª, Quilquico | N.° 1 Tei        |
| 2.ª, Quilquico | N.° 2 Quilquico  |
| 2.ª, Quilquico | N.° 3 San José   |
| 3.ª, Rilan     | N.° 1 Rilan      |
| 3.ª, Rilan     | N.° 2 Curahue    |
| 3.ª, Rilan     | N.° 3 Yatrir     |
| 4.ª, Chonchi   | N.° 1 Rauco      |
| 4.ª, Chonchi   | N.° 2 Villupulli |
| 4.ª, Chonchi   | N.° 3 Chonchi    |
| 4.ª, Chonchi   | N.° 4 Terao      |
| 4.ª, Chonchi   | N.° 5 Notuco     |
| 4.ª, Chonchi   | N.° 6 Güellinco  |
| 4.ª, Chonchi   | N.° 7 Cucao      |
| 5.ª, Queilen   | N.° 1 Agoni      |
| 5.ª, Queilen   | N.° 2 Queilen    |
| 5.ª, Queilen   | N.° 3 Detico     |
| 5.ª, Queilen   | N.° 4 Paildad    |
| 5.ª, Queilen   | N.° 5 Compu      |
| 5.ª, Queilen   | N.° 6 Chadmo     |
| 5.ª, Queilen   | N.° 7 Huildad    |
| 5.ª, Queilen   | N.° 8 Quellon    |
| 5.ª, Queilen   | N.° 9 Liliguapi  |
| 5.ª, Queilen   | N.° 10 Caelin    |
| 5.ª, Queilen   | N.° 11 Tanqui    |
| 6.ª, Puqueldon | N.° 1 Puqueldon  |
| 6.ª, Puqueldon | N.° 2 Ichuac     |
| 6.ª, Puqueldon | N.° 3 Lincai     |
| 6.ª, Puqueldon | N.° 4 Alachildo  |
| 6.ª, Puqueldon | N.° 5 Liucura    |
| 6.ª, Puqueldon | N.° 6 Puchilco   |
| 6.ª, Puqueldon | N.° 7 Netif      |
| 7.ª, Chelin    | N.° 1 Chelin     |
| 7.ª, Chelin    | N.° 2 Quehui     |
| 7.ª, Chelin    | N.° 3 Petelgüe   |

#### Modificaciones posteriores
En 1865 las subdelegaciones de Chonchi y Lemuy (Puqueldón) son divididas en dos:
- De la primera se crea la subdelegación de Rauco, con los distritos de Llicaldad, Rauco, Güenui y Vilupulle. La subdelegación de Chonchi queda con los distritos de Chonchi, Pucatrue, Terao, Notuco, Guillinco y Cucao.
- De la segunda se crea la subdelegación Puqueldón. con los distritos de Puqueldon, Ychuac y Lincai; y la subdelegación Aldachildo, con los distritos de Aldachildo, Puchilco, Liucura y Detil.

El mismo decreto numera las subdelegaciones de la siguiente manera: 1.ª Rilán, 2.ª Quilquico, 3.ª Castro, 4.ª Rauco, 5.ª Chonchi, 6.ª Queilen, 7.ª Puqueldón, 8.ª Aldachildo y 9.ª Chelín.
En 1868 la subdelegación Payos (Queilen) también se divide en dos, de la cual se crea la 7.ª subdelegación Chaichuco, con los distritos de Chaichuco, Quellón, Cailin y Lilituguapi. Las subdelegaciones de Puqueldón, Aldachildo y Chelín quedan con la numeración 8.ª, 9.ª y 10.ª, respectivamente.
En 1874 se crea la 11.ª subdelegación Melinka, cuyo territorio abarca los archipiélagos de las Guaitecas y de los Chonos. En la misma fecha también se crean nuevos distritos en otras subdelegaciones del departamento:
- 1.ª subdelegación Rilan: los distritos N.° 4 Aguantas y N.° 5 Huenuco.
- 2.ª subdelegación Quilquico: el distrito N.° 4 de Coñico.
- 6.ª subdelegación Payos: el distrito de Aytui, con la numeración 2.
- 9.ª subdelegación Aldachildo: el distrito de Cuchao, con la numeración 2.

En 1876 la subdelegación de Chelín se divide en dos, creándose a partir de ella la subdelegación Quehui, con la numeración 11 y con los distritos Quehui y Metanqui. En el mismo año también se vuelve a reorganizar la subdelegación Puqueldón, esta vez con cinco distritos: Puqueldon, Gueñuco, Ichuas, Luco y Lircai.
En 1885 se realiza una nueva demarcación territorial de todo el departamento, la cual lo deja con 15 subdelegaciones y 57 distritos.

### Ley de Comuna Autónoma
Con las publicaciones de la Ley de Comuna Autónoma y el decreto relacionado en 1891, en el departamento se crearon las municipalidades de Chelín, Chonchi, Queilen y Puqueldón. De esta forma, sobre la base de las modificaciones de 1885, a fines de 1891 el departamento tenía la siguiente división administrativa:
| Municipalidad-comuna | Subdelegación    | Distrito            |
| -------------------- | ---------------- | ------------------- |
| Castro               | 1.ª, Rilán       | N.° 1 Rilán         |
| Castro               | 1.ª, Rilán       | N.° 2 Curahue       |
| Castro               | 1.ª, Rilán       | N.° 3 Yutuy         |
| Castro               | 1.ª, Rilán       | N.° 4 Aguantao      |
| Castro               | 1.ª, Rilán       | N.° 5 Huenuco       |
| Castro               | 2.ª, Quilquico   | N.° 1 Tei           |
| Castro               | 2.ª, Quilquico   | N.° 2 San José      |
| Castro               | 2.ª, Quilquico   | N.° 3 Quilquico     |
| Castro               | 2.ª, Quilquico   | N.° 4 Coñico        |
| Castro               | 3.ª, Putemún     | N.° 1 Putemún       |
| Castro               | 3.ª, Putemún     | N.° 2 Pidpid        |
| Castro               | 3.ª, Putemún     | N.° 3 Llaullao      |
| Castro               | 4.ª, Castro      | N.° 1 Tentén        |
| Castro               | 4.ª, Castro      | N.° 2 Castro        |
| Castro               | 4.ª, Castro      | N.° 3 Nercón        |
| Castro               | 4.ª, Castro      | N.° 4 Llicaldad     |
| Chelín               | 13.ª, Chelín     | N.° 1 Chelín        |
| Chelín               | 13.ª, Chelín     | N.° 2 Huechu-Chelín |
| Chelín               | 14.ª, Quehui     | N.° 1 Quehui        |
| Chelín               | 14.ª, Quehui     | N.° 2 Metanquí      |
| Chonchi              | 5.ª, Rauco       | N.° 1 Nalguitad     |
| Chonchi              | 5.ª, Rauco       | N.° 2 Rauco         |
| Chonchi              | 5.ª, Rauco       | N.° 3 Alcaldes      |
| Chonchi              | 6.ª, Vilupulli   | N.° 1 Huitanqui     |
| Chonchi              | 6.ª, Vilupulli   | N.° 2 Quinched      |
| Chonchi              | 6.ª, Vilupulli   | N.° 3 Curaco        |
| Chonchi              | 6.ª, Vilupulli   | N.° 4 Canán         |
| Chonchi              | 7.ª, Chonchi     | N.° 1 Chonchi       |
| Chonchi              | 7.ª, Chonchi     | N.° 2 Notuco        |
| Chonchi              | 7.ª, Chonchi     | N.° 3 Huillinco     |
| Chonchi              | 7.ª, Chonchi     | N.° 4 Cucao         |
| Chonchi              | 8.ª, Terao       | N.° 1 Pecatrué      |
| Chonchi              | 8.ª, Terao       | N.° 2 Teupa         |
| Chonchi              | 8.ª, Terao       | N.° 3 Terao         |
| Queilen              | 9.ª, Queilen     | N.° 1 Agoní         |
| Queilen              | 9.ª, Queilen     | N.° 2 Aitué         |
| Queilen              | 9.ª, Queilen     | N.° 3 Queilen       |
| Queilen              | 9.ª, Queilen     | N.° 4 Detico        |
| Queilen              | 9.ª, Queilen     | N.° 5 Paildad       |
| Queilen              | 9.ª, Queilen     | N.° 6 Compu         |
| Queilen              | 9.ª, Queilen     | N.° 7 Chadmo        |
| Queilen              | 9.ª, Queilen     | N.° 8 Tanquí        |
| Queilen              | 10.ª, Quellón    | N.° 1 Cailín        |
| Queilen              | 10.ª, Quellón    | N.° 2 Quellón       |
| Queilen              | 10.ª, Quellón    | N.° 3 Liliguapi     |
| Queilen              | 10.ª, Quellón    | N.° 4 Chaiguao      |
| Queilen              | 10.ª, Quellón    | N.° 5 Huildad       |
| Queilen              | 15.ª, Melinka    | s/d                 |
| Puqueldón            | 11.ª, Puqueldón  | N.° 1 Puqueldón     |
| Puqueldón            | 11.ª, Puqueldón  | N.° 2 Hueñuco       |
| Puqueldón            | 11.ª, Puqueldón  | N.° 3 Ichuac        |
| Puqueldón            | 11.ª, Puqueldón  | N.° 4 Luco          |
| Puqueldón            | 11.ª, Puqueldón  | N.° 5 Lincai        |
| Puqueldón            | 12.ª, Aldachildu | N.° 1 Aldachildu    |
| Puqueldón            | 12.ª, Aldachildu | N.° 2 Cuchao        |
| Puqueldón            | 12.ª, Aldachildu | N.° 3 Puchilco      |
| Puqueldón            | 12.ª, Aldachildu | N.° 4 Lincura       |
| Puqueldón            | 12.ª, Aldachildu | N.° 5 Detif         |

Posteriormente, en 1911-12 se creó la comuna de Quellón, sobre la base de las subdelegaciones Quellón y Melinka.
Con la Constitución de 1925 —que entró en vigencia en septiembre de ese año— creó la figura de «comuna-subdelegación», igualando la división administrativa «comuna» con la división política «subdelegación».

### 1928 a 1976
La asunción al poder de Carlos Ibáñez del Campo en 1927 trajo consigo una profunda reforma político-administrativa en el país, que entró en vigencia el 1 de febrero de 1928. A nivel local, el departamento de Quinchao fue suprimido y la parte insular de su territorio —las islas de Quinchao, Quenac, Caguach, Teuquelín, Meulín, Tac, Apiao, Alao, Chaulinec y el grupo Desertores, como parte de la comuna de Achao— se anexaron al departamento de Castro. También se suprimieron las comunas de Chelín y Puqueldón, por lo que las islas Quehui y Chelín se integraron a Castro e isla Lemuy pasó a ser parte de la comuna de Chonchi, mientras que el límite sur de la comuna de Quellón se fijó hasta los canales Pérez y King del archipiélago de los Chonos, es decir, solo la mitad norte de la antigua subdelegación Melinka.
La mayoría de estas modificaciones, sin embargo, solo duraron hasta 1936, ya que en ese año se restauró el departamento de Quinchao. Al año siguiente, en 1937, también fue restaurada la comuna de Puqueldón. En 1934, en tanto, se creó el distrito de Coldita en la comuna de Quellón.

#### Eliminación del departamento
El departamento llegó a su fin en los años 1970 tras la «regionalización» del país que realizó la dictadura militar. La X Región —formada de las provincias de Chiloé, Llanquihue, Osorno, y Valdivia— empezó a funcionar el 1 de enero de 1976. La nueva división provincial, que modificó los territorios provinciales y suprimió los departamentos, entró en vigencia una semana después, el 7 de enero de 1976.